# Katakana
Les katakanas (片仮名, カタカナ, litt. « kanas fragmentaires ») sont un des deux syllabaires utilisés en japonais. Comme les hiraganas les katakanas sont des signes correspondant à des mores (i, ro, ha, ni, ho, he, to, ka, ki, ku, ke, ko, etc.). Ils sont utilisés dans le système d'écriture japonais pour transcrire les mots d'origine étrangère autres que le chinois, les noms propres étrangers (patronymes, toponymes), les noms savants normalisés ou standardisés (日本の学名 ou 和名), des espèces biologiques (animaux, végétaux, champignons et algues) et les onomatopées japonaises. Ils peuvent également servir à mettre en valeur dans un texte des mots qui s'écrivent normalement en kanjis ou en hiraganas, ou à écrire un prénom japonais si l'on ne connaît pas le ou les kanji(s) qui le composent (avant l'ère Taishō, de nombreux prénoms étaient écrits en katakanas, sans doute pour permettre une interprétation plus souple).

## Utilisation en japonais
On écrit en katakana :
- les mots d'origine étrangère (exception faite des mots d'origine chinoise, de certains mots d'origine coréenne, portugaise ou néerlandaise, qui ne sont pas considérés comme étrangers) :
  - ビール (bīru?) : « bière » (de l'Anglais beer et du néerlandais bier),
  - フランス (Furansu?) : « France », 仏国 restant littéraire, historique ou religieux (巴里山 仏国禅寺, temple zen de Paris-France),
  - ズボン (zubon?) : « pantalon », serait issu de l'expression onomatopéique ズボンと入る pour souligner la rapidité pour enfiler les pantalons occidentaux comparés aux hakama japonais (un emprunt au français « jupon », ou au portugais, non attestés, ont été réfutés par les linguistes[2]) ;
- les onomatopées ou petits mots expressifs, très fréquents en japonais (voir aussi à l'article Manga) :
  - フワフワ (fuwafuwa?) : sensation agréable de ce qui est doux au toucher (pelucheux) ou fondant dans la bouche ; tendre et moelleux,
  - ペコペコ (pekopeko?) : borborygme, bruit de gargouillis, notamment le « grognement ou miaulement » d'un estomac vide, affamé,
  - コケコッコ (kokekokko?) : chant du coq, « cocorico » ;
- tous les noms standards, savants ou normalisés d'espèces biologiques : animaux, bactéries, virus, végétaux, champignons, algues, la plupart des nouvelles molécules chimiques. Pour l'usage historique, littéraire ou commercial, on utilise plutôt les kanjis ou les hiraganas,
  - イルカ (iruka?) : « dauphin » ou マイルカ (dauphin ordinaire), 椎茸, shii-také (en tant que produit de consommation) ou シイタケ, shiitake＝Lentinula edodes pour désigner l'espèce (taxon) en mycologie,
  - サル (saru?) : « singe » ;　メガネザル (megane-zaru?, litt. « singe à lunettes » tarsier).

Certains mots peuvent être écrits en katakanas pour produire un effet particulier, comme en adoucir le sens. Par exemple, ダメ (dame), qui signifie « cela ne convient pas » ou « ce n'est pas possible », terme potentiellement offensif, peut être écrit en katakanas pour paraître moins brutal :
- les mots mis en évidence, à la manière de l'italique pour l'alphabet latin ou la nomenclature biologique (binômes latins en italique) ;
- les noms d'origine étrangère, par exemple, ヴィクトル・ユーゴー, Victor Hugo.

## Tableaux des katakanas
Il s'agit d'un tableau de katakanas avec leur romanisation Hepburn et leur transcription API approximative pour leur utilisation en japonais. Les katakanas avec dakuten ou handakuten suivent le gojūon kana sans eux.
Les caractères shi (シ) et tsu (ツ), et les caractères so (ソ) et n(g) (ン), se ressemblent beaucoup à l'impression, à l'exception de l'inclinaison et de la forme du trait. Ces différences d'inclinaison et de forme sont plus importantes lorsqu'elles sont écrites avec un pinceau de calligraphie.
Un fond gris indique des caractères obsolètes.
|   | Monogrammes (gojūon)                                                     | Monogrammes (gojūon)                                                     | Monogrammes (gojūon)                                                     | Monogrammes (gojūon)                                     | Monogrammes (gojūon)                                     | Digrammes (yōon)                                     | Digrammes (yōon)                                     | Digrammes (yōon)                                     |
| a | i                                                                        | u                                                                        | e                                                                        | o                                                        | ya                                                       | yu                                                   | yo                                                   |                                                      |
| - | ------------------------------------------------------------------------ | ------------------------------------------------------------------------ | ------------------------------------------------------------------------ | -------------------------------------------------------- | -------------------------------------------------------- | ---------------------------------------------------- | ---------------------------------------------------- | ---------------------------------------------------- |
| ∅ | ア a [a]                                                                 | イ i [i]                                                                 | ウ u [u͍]                                                                 | エ e [e]                                                 | オ o [ɔ]                                                 |                                                      |                                                      |                                                      |
| K | カ ka [ka]                                                               | キ ki [ki]                                                               | ク ku [ku͍]                                                               | ケ ke [ke]                                               | コ ko [kɔ]                                               | キャ kya [kʲa]                                       | キュ kyu [kʲu͍]                                       | キョ kyo [kʲɔ]                                       |
| S | サ sa [sa]                                                               | シ shi [ɕi]                                                              | ス su [su͍]                                                               | セ se [se]                                               | ソ so [sɔ]                                               | シャ sha [ɕa]                                        | シュ shu [ɕu͍]                                        | ショ sho [ɕɔ]                                        |
| T | タ ta [ta]                                                               | チ chi [t͡ɕi]                                                             | ツ tsu [t͡su͍]                                                             | テ te [te]                                               | ト to [tɔ]                                               | チャ cha [t͡ɕa]                                       | チュ chu [t͡ɕu͍]                                       | チョ cho [t͡ɕɔ]                                       |
| N | ナ na [na]                                                               | ニ ni [nʲi]                                                              | ヌ nu [nu͍]                                                               | ネ ne [ne]                                               | ノ no [nɔ]                                               | ニャ nya [ɲa]                                        | ニュ nyu [ɲu͍]                                        | ニョ nyo [ɲɔ]                                        |
| H | ハ ha [ha]                                                               | ヒ hi [çi]                                                               | フ fu [ɸu͍]                                                               | ヘ he [he]                                               | ホ ho [hɔ]                                               | ヒャ hya [ça]                                        | ヒュ hyu [çu͍]                                        | ヒョ hyo [çɔ]                                        |
| M | マ ma [ma]                                                               | ミ mi [mi]                                                               | ム mu [mu͍]                                                               | メ me [me]                                               | モ mo [mɔ]                                               | ミャ mya [mʲa]                                       | ミュ myu [mʲu͍]                                       | ミョ myo [mʲɔ]                                       |
| Y | ヤ ya [ja]                                                               | [ n 1 ]                                                                  | ユ yu [ju͍]                                                               | [ n 1 ]                                                  | ヨ yo [jɔ]                                               |                                                      |                                                      |                                                      |
| R | ラ ra [ɽa]                                                               | リ ri [ɽi]                                                               | ル ru [ɽu͍]                                                               | レ re [ɽe]                                               | ロ ro [ɽɔ]                                               | リャ rya [ɽʲa]                                       | リュ ryu [ɽʲu͍]                                       | リョ ryo [ɽʲɔ]                                       |
| W | ワ wa [wa]                                                               | ヰ wi [i]                                                                | [ n 1 ]                                                                  | ヱ we [e]                                                | ヲ wo [ɔ]                                                |                                                      |                                                      |                                                      |
|   |                                                                          |                                                                          |                                                                          |                                                          |                                                          |                                                      |                                                      |                                                      |
|   | Monogramme nasal final                                                   | Monogramme nasal final                                                   | Monogramme nasal final                                                   | Graphèmes « fonctionnels »                               | Graphèmes « fonctionnels »                               | Graphèmes « fonctionnels »                           | Graphèmes « fonctionnels »                           | Graphèmes « fonctionnels »                           |
|   | ン n [n] [m] [ŋ] devant les consonnes occlusives; n [ɴ] [ũ͍] [ĩ] ailleurs | ン n [n] [m] [ŋ] devant les consonnes occlusives; n [ɴ] [ũ͍] [ĩ] ailleurs | ン n [n] [m] [ŋ] devant les consonnes occlusives; n [ɴ] [ũ͍] [ĩ] ailleurs | ッ (devant une consonne géminée)                         | ッ (devant une consonne géminée)                         | ー (après une voyelle longue)                        | ヽ (répète une syllabe)                              | ヾ (répète et voise une syllabe)                     |
|   |                                                                          |                                                                          |                                                                          |                                                          |                                                          |                                                      |                                                      |                                                      |
|   | Monogrammes avec diacritiques : gojūon avec (han)dakuten                 | Monogrammes avec diacritiques : gojūon avec (han)dakuten                 | Monogrammes avec diacritiques : gojūon avec (han)dakuten                 | Monogrammes avec diacritiques : gojūon avec (han)dakuten | Monogrammes avec diacritiques : gojūon avec (han)dakuten | Digrammes avec diacritiques : yōon avec (han)dakuten | Digrammes avec diacritiques : yōon avec (han)dakuten | Digrammes avec diacritiques : yōon avec (han)dakuten |
| a | i                                                                        | u                                                                        | e                                                                        | o                                                        | ya                                                       | yu                                                   | yo                                                   |                                                      |
| G | ガ ga [ɡa]                                                               | ギ gi [ɡi]                                                               | グ gu [ɡu͍]                                                               | ゲ ge [ɡe]                                               | ゴ go [ɡɔ]                                               | ギャ gya [ɡʲa]                                       | ギュ gyu [ɡʲu͍]                                       | ギョ gyo [ɡʲɔ]                                       |
| Z | ザ za [za]                                                               | ジ ji [d͡ʑi]                                                              | ズ zu [zu͍]                                                               | ゼ ze [ze]                                               | ゾ zo [zɔ]                                               | ジャ ja [d͡ʑa]                                        | ジュ ju [d͡ʑu͍]                                        | ジョ jo [d͡ʑɔ]                                        |
| D | ダ da [da]                                                               | ヂ ji [d͡ʑi]                                                              | ヅ zu [zu͍]                                                               | デ de [de]                                               | ド do [dɔ]                                               | ヂャ ja [d͡ʑa]                                        | ヂュ ju [d͡ʑu͍]                                        | ヂョ jo [d͡ʑɔ]                                        |
| B | バ ba [ba]                                                               | ビ bi [bi]                                                               | ブ bu [bu͍]                                                               | ベ be [be]                                               | ボ bo [bɔ]                                               | ビャ bya [bʲa]                                       | ビュ byu [bʲu͍]                                       | ビョ byo [bʲɔ]                                       |
| P | パ pa [pa]                                                               | ピ pi [pi]                                                               | プ pu [pu͍]                                                               | ペ pe [pe]                                               | ポ po [pɔ]                                               | ピャ pya [pʲa]                                       | ピュ pyu [pʲu͍]                                       | ピョ pyo [pʲɔ]                                       |

Notes
1. 1 2 3  Les combinaisons théoriques yi, ye et wu sont inusitées.
2. 1 2 3  Les caractères wi et we sont obsolètes en japonais moderne, et ont été remplacés par イ (i) et エ (e). Le caractère wo, en pratique normalement prononcé o, n’a conservé qu’un seul usage : une particule. Il est normalement écrit en hiragana (を), donc le katakana ヲ ne connait qu’un usage limité. Voir Gojūon et les articles sur chaque caractère pour les détails.
3. 1 2 3 4 5  Les kanas ヂ (di) et ヅ (du) (souvent transcrits ji et zu) sont principalement utilisés pour une orthographe étymologique, quand les équivalents sourds チ (ti) et ツ (tu) (souvent transcrits chi et tsu) subissent un changement de sonorité (rendaku) et deviennent sonores quand ils sont utilisés au milieu d’un mot composé. Dans les autres cas, les kanas ジ (ji) et ズ (zu), de prononciation identique, sont utilisés. ヂ (di) et ヅ (du) ne peuvent jamais être utilisés à l’initiale d’un mot, et ils ne sont pas courants en katakana, puisque le concept de rendaku ne s’applique pas aux transcriptions de mots étrangers, l’une des utilisations majeures du katakana.

### Caractères étendus
En utilisant de petites versions des cinq voyelles kanas, de nombreux digrammes ont été conçus, principalement pour représenter les sons dans les mots d'autres langues.
Les digrammes sur fond orange sont ceux généralement utilisés pour les mots d'emprunt ou les lieux ou noms étrangers, et ceux sur fond bleu sont utilisés pour des translittérations plus précises de sons étrangers, tous deux suggérés par le Cabinet du Japon - Ministère de l'Éducation, de la Culture, des Sports, des Sciences et de la Technologie. Les combinaisons de katakana avec des arrière-plans beiges sont suggérées par l'American National Standards Institute et la BSI Group comme utilisations possibles. Ceux avec des arrière-plans violets apparaissent sur la version 1974 du formatage Hyōjun-shiki.
Les prononciations sont indiquées en romanisation Hepburn.
| イァ ya [réf. nécessaire]   | イィ yi                                      | イゥ yu [réf. nécessaire]   | イェ ye                      | イォ yo [réf. nécessaire]   |
| ウァ wa [réf. nécessaire]   | ウィ wi                                      | ウゥ wu [réf. nécessaire]   | ウェ we                      | ウォ wo                     |
| ウャ wya                    |                                              | ウュ wyu                    | ウィェ wye                   | ウョ wyo                    |
| ヴァ va                     | ヴィ vi                                      | ヴ vu [réf. nécessaire]     | ヴェ ve                      | ヴォ vo                     |
| ヴャ vya                    |                                              | ヴュ vyu                    | ヴィェ vye                   | ヴョ vyo [réf. nécessaire]  |
|                             |                                              | ウ゚ fu [réf. nécessaire]     |                              |                             |
|                             |                                              |                             | キェ kye [réf. nécessaire]   |                             |
|                             |                                              |                             | ギェ gye                     |                             |
| クァ kwa                    | クィ kwi [réf. nécessaire]                   |                             | クェ kwe                     | クォ kwo                    |
| クヮ kwa                    |                                              |                             |                              |                             |
| グァ gwa                    | グィ gwi [réf. nécessaire] [réf. nécessaire] |                             | グェ gwe [réf. nécessaire]   | グォ gwo [réf. nécessaire]  |
| グヮ gwa                    |                                              |                             |                              |                             |
| カ゚ nga [réf. nécessaire]    | キ゚ ngi [réf. nécessaire]                     | ク゚ ngu [réf. nécessaire]    | ケ゚ nge [réf. nécessaire]     | コ゚ ngo [réf. nécessaire]    |
| キ゚ャ ngya [réf. nécessaire] | ク゚ィ ngwi                                    | キ゚ュ ngyu [réf. nécessaire] | キ゚ェ ngye [réf. nécessaire]  | キ゚ョ ngyo [réf. nécessaire] |
|                             |                                              |                             | シェ she                     |                             |
|                             |                                              |                             | ジェ je                      |                             |
| スャ sya [réf. nécessaire]  | スィ si [réf. nécessaire]                    | スュ syu [réf. nécessaire]  | スィェ sye [réf. nécessaire] | スョ syo [réf. nécessaire]  |
| ズャ zya [réf. nécessaire]  | ズィ zi [réf. nécessaire]                    | ズュ zyu [réf. nécessaire]  | ズィェ zye [réf. nécessaire] | ズョ zyo [réf. nécessaire]  |
|                             |                                              |                             | チェ che                     |                             |
|                             |                                              |                             | ヂェ je                      |                             |
| ツァ tsa                    | ツィ tsi                                     |                             | ツェ tse                     | ツォ tso                    |
| ツャ tsya                   |                                              | ツュ tsyu                   | ツィェ tsye                  | ツョ tsyo                   |
| ヅァ za                     | ヅィ zi                                      |                             | ヅェ ze                      | ヅォ zo                     |
| ヅャ zya                    |                                              | ヅュ zyu                    | ヅィェ zye                   | ヅョ zyo                    |
|                             | ティ ti                                      | トゥ tu                     |                              |                             |
| テャ tya [réf. nécessaire]  | トィ twi [réf. nécessaire]                   | テュ tyu [réf. nécessaire]  | ティェ tye [réf. nécessaire] | テョ tyo [réf. nécessaire]  |
|                             | ディ di                                      | ドゥ du                     |                              |                             |
| デャ dya [réf. nécessaire]  | ドィ dwi [réf. nécessaire]                   | デュ dyu [réf. nécessaire]  | ディェ dye [réf. nécessaire] | デョ dyo [réf. nécessaire]  |
|                             | ヌィ nwi [réf. nécessaire]                   |                             | ニェ nye [réf. nécessaire]   |                             |
|                             | ホィ hwi [réf. nécessaire]                   |                             | ヒェ hye                     |                             |
|                             | ブィ bwi [réf. nécessaire]                   |                             | ビェ bye                     |                             |
|                             | プィ pwi [réf. nécessaire]                   |                             | ピェ pye                     |                             |
| ファ fa                     | フィ fi                                      |                             | フェ fe                      | フォ fo                     |
| フャ fya                    |                                              | フュ fyu                    | フィェ fye                   | フョ fyo [réf. nécessaire]  |
|                             |                                              | ホゥ hu                     |                              |                             |
|                             | ムィ mwi [réf. nécessaire]                   |                             | ミェ mye                     |                             |
|                             | ルィ rwi [réf. nécessaire]                   |                             | リェ rye                     |                             |
| ラ゚ la [réf. nécessaire]     | リ゚ li [réf. nécessaire]                      | ル゚ lu [réf. nécessaire]     | レ゚ le [réf. nécessaire]      | ロ゚ lo [réf. nécessaire]     |
| リ゚ャ lya [réf. nécessaire]  |                                              | リ゚ュ lyu [réf. nécessaire]  | リ゚ェ lye [réf. nécessaire]   | リ゚ョ lyo [réf. nécessaire]  |
| ヰャ wya [réf. nécessaire]  |                                              | ヰュ wyu [réf. nécessaire]  | ヰェ wye [réf. nécessaire]   | ヰョ wyo [réf. nécessaire]  |
| ヷ va                       | ヸ vi [réf. nécessaire]                      |                             | ヹ ve [réf. nécessaire]      | ヺ vo [réf. nécessaire]     |
| ヸャ vya [réf. nécessaire]  |                                              | ヸュ vyu [réf. nécessaire]  | ヸェ vye [réf. nécessaire]   | ヸョ vyo [réf. nécessaire]  |

- * — L'utilisation de ウ dans ces deux cas pour représenter w est rare dans le japonais moderne à l'exception de l'argot Internet et de la transcription du son latin [w] en katakana. Par exemple: ミネルウァ ( Mineruwa "Minerva", du latin MINERVA [mɪˈnɛrwa] ); (Wurukānusu "Vulcain", du latin VVLCANVS, Vulcānus [wʊlˈkaːnʊs]). Le "wa" des sons étrangers (comme dans watt ou white) est généralement transcrit ワ (wa), tandis que "wu" (comme dans wood ou woman) est généralement transcrit ウ (u) ou ウー (ū).
- ⁑ — ヴ a une forme hiragana rarement utilisée ゔ qu'on trouve également dans les systèmes de romanisation Hepburn.
- ⁂ — Les caractères en vert sont obsolètes dans le japonais moderne et très rarement utilisés[7],[8].

## Orthographe
Les katakanas peuvent s'utiliser pour écrire des mots japonais ; dans ce cas les règles orthographiques sont les mêmes que pour les hiraganas, notamment pour l'allongement des voyelles (トウキョウ = Toukyou → Tōkyō). Le rōmaji — la romanisation du japonais — peut masquer certains faits inhérents à l'écriture en kanas.
On utilise comme pour les hiraganas les diacritiques ゛ (dakuten) et ゜ (handakuten) pour former des syllabes dérivées ou nigori (カ ka + ゛ → ガ ga).
Bien que cette écriture ne soit pas bicamérale, elle fait usage de caractères de petit format. Ceux-ci servent à créer des syllabes qu'on ne pourrait pas noter, sinon, directement (que ces syllabes existent ou non en japonais). Le kana qui précède n'a alors pas de valeur syllabique pleine (on les lit sans voyelle). Par exemple, ニャ ne se lit pas niya (qu'on écrirait ニヤ) mais nya. Du fait d'évolutions phonétiques, il faut connaître des équivalences qui ne sont pas forcément évidentes : ainsi, チョ vaut phonologiquement chi-yo → chyo mais se lit cho. De plus, le ッ sert comme en hiragana, à noter les consonnes géminées : ベッド se lit donc beddo, « lit » (de l'anglais bed) et non betsudo.
Quand les katakana servent à transcrire des mots étrangers ou des onomatopées, ils suivent une série de règles supplémentaires :
- tout d'abord, l'allongement de la voyelle se fait systématiquement, pour toutes les voyelles, avec le signe d'allongement de voyelle (ligne horizontale dans le cas de l'écriture horizontale, ligne verticale dans le cas de l'écriture verticale), par exemple : フリー百科事典, furī hyakkajiten (encyclopédie libre) où フリー est en fait la transcription en phonétique japonaise du mot anglais free ;
- de nouvelles combinaisons avec les kana de petit format ont été inventées, pour permettre de mieux transcrire des phonèmes qui n'existent pas en japonais ; ainsi, fu est rendu par フ, et pour les autres voyelles on utilise ce kana suivi du petit kana de la voyelle : ファ fa, フィ fi, フェ fe, フォ fo ;
- le kana ツ tsu est utilisé de même : ツァ tsa, ツィ tsi, ツェ tse, ツォ tso ;
  - pour retranscrire la consonne v absente du japonais, on utilise le kana spécial « U daku ten » ウに濁点, nommé ヴ vu (mais souvent prononcé ブィ par les personnes âgées)  et, suivant la même méthode, on obtient  ヴァ va, ヴィ vi, ヴェ ve et ヴォ vo (mais cette série est peu utilisée ; en général on se contente de ba, bi, bu, be et bo à la place) ;
- le kana ウ u est utilisé pour : ウィ wi, ウェ we, ウォ wo (wu n'existe pas ; on utilise tout simplement ウ à la place ; wa a son propre kana standard, ワ) ;
- les syllabes avec ch (prononcé comme tch français), sh (prononcé comme ch français) s'écrivent :
  - pour les voyelles a, u, o, suivant les règles standards comme les hiragana, c'est-à-dire en écrivant le kana avec i suivi d'un petit ya, yu ou yo.
  - pour la voyelle e, en plaçant un petit kana e après la syllabe en i : チェ che, シェ she et ジェ je ;
- les syllabes ti et di sont rendues par te ou de suivi d'un petit i : ティ ti et ディ di ;
- enfin, comme en hiragana, les syllabes formées avec la semi-voyelle y pour les voyelles a, u et o sont possibles pour toutes les consonnes ayant une syllabe en i (sauf ji, shi et chi) en lui ajoutant un petit ya, yu ou yo.

Exemples de mots étrangers transcrits en katakana :
- デューティ・フリー (dyūti furī) = duty free : hors taxe, exempt, en franchise
- クリスマス (Kurisumasu) (de l'anglais Christmas) = Noël
- エスペラント (esuperanto) = espéranto
- オードブル (ōdoburu) (du français) = hors-d'œuvre. On voit ici que le son /v/ est retranscrit avec le son /b/, et que le /r/ est transcrit en /l/.

## Ordre des traits et sens d'écriture des katakana
Les katakana, tout comme les caractères chinois, et les lettres de l'alphabet ont un ordre et un sens d'écriture défini. L'écriture étant un geste codifié, l'ordre d'écriture des traits prend toute son importance dans la calligraphie japonaise.
[vidéo] « Comment écrire les katakana », sur YouTube

## Origines

Table présentant une des premières versions du syllabaire. Chaque kana possède à sa droite le kanji dont il est originaire. La partie de celui-ci qui a donné naissance au kana est indiquée en rouge. Certains kanas archaïques ont depuis été supprimés (𛄠 issu de 以, et 𛄞 issu de 汙) ou remplacé (𛄡 issu 衣, remplacé par le エ issu de 江, déplacé du son « ye » au son « e », pendant l'époque d'Edo).

Ils ont été formés par isolement d'une partie d'un kanji homophone, notamment la partie du sinogramme qui indique la phonétique chinoise : ce sont donc des formes simplifiées de caractères chinois, de même que les hiragana. Ils ont été créés pour rendre l'écriture du japonais accessible à ceux qui ne connaissaient pas l'écriture chinoise. Apparus peu de temps après les hiragana (à l'époque Heian), ils servaient à l'origine aux étudiants bouddhistes pour noter la prononciation de caractères chinois inconnus.